# Maharisi
A Maharisi (Dévanágari írásmóddal: "महर्षि" , magyarul a Mahárisi és az angolos átírású Maharishi változatokban is előfordul) szanszkrit szó a „nagy” jelentésű "mahā" előtag és a "látnok, szent ember" értelemben használt risi (angol átírással: rishi) utótag összetételéből alakult ki. Az ókori india legmagasabb papi kasztjának tudós tagját jelöli, aki főként a természet és a természeti törvények kutatásával, megismerésével foglalkozott. Mindamellett természeti törvények alatt akkoriban nemcsak a fizikai világ törvényszerűségeit értették, hanem szellemi-spirituális törvényszerűségeket is, mint például a Karma, vagy a Reinkarnáció Törvényét, melyeket a természet részének tekintettek. Az ókori India maharisijei komoly és mélyen ható befolyást gyakoroltak a szubkontinens civilizációjának életére.

## Meghatározás és használat
A maharisit látókkal és bölcsekkel is azonosítják Indiában. A fogalom "valamivel 1890 előtt" vált ismertté az angol irodalomban, első említése 1758-ban történt.
Egy másik jelentésében a Maharisi a "hét risi", illetve Saptarishi(en) összefoglaló neve, melyre mind a Rigvéda, mind a Puránák hivatkoznak, illetve a néhány mitológiai bölcs bármelyike a védikus írásokból, továbbá a Nagy Medve csillagkép hét csillagának együttállására (konstellációjára) is vonatkoztatják.
Csak az nyerhette el ezt a címet, aki elérte a legmagasabb tudatállapotot  fejlődése útján és megértette a Para Brahman(en) működését. A maharisik képesek voltak szentté tenni másokat és átadni az isteni működéséről szóló tudást.
Ramana Maharsi (1879–1950) az önismeret útjának és a személyiség integrációjának indiai "bölcse" volt, melyet Paul Brunton is magáévá tett és fogalmazott meg könyveiben. Ramana saját írásai például az 1969-ben kiadott „Collected Works” („Összegyűjtött művek”) és az 1978-ban megjelent „Forty Verses on Reality” („Negyven vers a valóságról”).
A címet használta továbbá Válmíki és Patandzsali is.

## Fordítás
- Ez a szócikk részben vagy egészben  a   Maharishi című angol Wikipédia-szócikk fordításán alapul.  Az eredeti cikk szerkesztőit annak laptörténete sorolja fel. Ez a jelzés csupán a megfogalmazás eredetét és a szerzői jogokat jelzi, nem szolgál a cikkben szereplő információk forrásmegjelöléseként.